# Madhyamgram
Madhyamgram è una suddivisione dell'India, classificata come municipality, di 155.503 abitanti, situata nel distretto dei 24 Pargana Nord, nello stato federato del Bengala Occidentale. In base al numero di abitanti la città rientra nella classe I (da 100.000 persone in su).

## Geografia fisica
La città è situata a 22° 41' 60 N e 88° 27' 0 E e ha un'altitudine di 14 m s.l.m.

## Società

### Evoluzione demografica
Al censimento del 2001 la popolazione di Madhyamgram assommava a 155.503 persone, delle quali 79.716 maschi e 75.787 femmine. I bambini di età inferiore o uguale ai sei anni assommavano a 15.864, dei quali 8.079 maschi e 7.785 femmine. Infine, coloro che erano in grado di saper almeno leggere e scrivere erano 118.196, dei quali 64.156 maschi e 54.040 femmine.